# Desmeocraera robustior
Desmeocraera robustior är en fjärilsart som beskrevs av Sergius G. Kiriakoff 1962. Desmeocraera robustior ingår i släktet Desmeocraera och familjen tandspinnare. Inga underarter finns listade i Catalogue of Life.